# النمر بن تولب
النَّمِرُ بْنُ تَوْلَبٍ بْنُ زُهَيْرٍ العُكْلِيِّ، وَهُوَ النَّمِرُ بْنُ تَوْلَبٍ بْنُ زُهَيْرٍ بْنُ أُقَيْشٍ بْنُ عَبْدٍ بْنُ كَعْبِ بْنُ عَوْفٍ بْنُ الحَارِثِ بْنُ عَوْفٍ بْنُ وَائِلٍ بْنُ قَيْسٍ بْنُ عَوْفٍ بْنُ عَبْدُ مَنَاة بْنُ أدّ بْنُ طَابِخَة بْنُ إِلْيَاسَ بْنُ مضر بْنُ نِزَارَ (عُكْلُ هُوَ عَوْفُ بْنُ عَبْدُ مَنَاة أو عُكْلُ هِيَ أَمَةٌ تَزَوّجها عَوْفٍ بْنُ وَائِلٍ بْنُ قَيْسٍ بْنُ عَوْفٍ بْنُ عَبْدُ مَنَاة بْنُ أدّ بْنُ طَابِخَة)، وكان يُكَنَّى بـأَبِي قَيْسٍ وبـأَبِي رَبِيعَةَ، شاعر مخضرم وكان شاعر الرباب في الجاهلية  ومن الفرسان المعدودين  وكان أحد اجواد العرب المذكوين عمر طويلا  وادرك الإسلام وأسلم.

## شعره
كان  أبو عمرو بن العلاء  يسميه الكيس لجود شعره وجعله أبو زيد القرشي من أصحاب المجمهرات ومطلع قصيدته قوله:
يكثر النمر من الأمثال فله ابيات كثيرة سارت مسيرة الأمثال